# Julian Green (voetballer)
Julian Green (Tampa, 6 juni 1995) is een Duits-Amerikaans voetballer die doorgaans als vleugelspeler speelt. Hij verruilde VfB Stuttgart in juni 2018 voor Greuther Fürth. Green debuteerde in 2014 in het Amerikaans voetbalelftal.

## Clubcarrière
Green bezit zowel een Duits als een Amerikaans paspoort. Hij debuteerde op 27 november 2013 voor Bayern München in een wedstrijd in de UEFA Champions League tegen CSKA Moskou. Hij viel na 88 minuten in voor Mario Götze. Bayern won de wedstrijd met 1–3 na doelpunten van Götze, Thomas Müller en Arjen Robben.

## Clubstatistieken
| Seizoen | Club                 | Competitie          | Duels | Goals |
| ------- | -------------------- | ------------------- | ----- | ----- |
| 2013/14 | FC Bayern München II | Regionalliga Bayern | 23    | 15    |
| 2013/14 | FC Bayern München    | Bundesliga          | 0     | 0     |
| 2014/15 | FC Bayern München    | Bundesliga          | 0     | 0     |
| 2014/15 | → Hamburger SV       | Bundesliga          | 5     | 0     |
| 2015/16 | FC Bayern München II | Regionalliga Bayern | 28    | 10    |
| 2016/17 | FC Bayern München    | Bundesliga          | 0     | 0     |
| 2016/17 | VfB Stuttgart        | 2. Bundesliga       | 10    | 1     |
| 2017/18 | → Greuther Fürth     | 2. Bundesliga       | 24    | 3     |
| Totaal  | Totaal               | Totaal              | 90    | 29    |

## Interlandcarrière
Green was een actief Duits jeugdinternational. Hij speelde voor het Duits elftal onder 19. Hij heeft ook één interland op zijn naam voor de Verenigde Staten –18. Jürgen Klinsmann, de Duitse trainer van het Amerikaanse nationale elftal, kon vanaf maart 2014 definitief een beroep doen op Green toen deze zijn keuze publiekelijk liet vallen op het elftal van de Verenigde Staten. Met zijn land nam hij deel aan het wereldkampioenschap voetbal 2014, waar hij eenmaal inviel en vier duels op de bank zat. In het enige duel dat hij speelde, de achtste finale tegen België, was hij trefzeker in de tweede helft van de verlenging. Het doelpunt, op aangeven van Michael Bradley, kwam twee minuten na de 2–0 maar kon uitschakeling niet voorkomen.

## Erelijst
| Competitie      |                |                |                |                |
| Competitie      | Aantal         | Jaren          |                |                |
| Bayern München  | Bayern München | Bayern München | Bayern München | Bayern München |
| --------------- | -------------- | -------------- | -------------- | -------------- |
| Duitse supercup | 1x             | 2016           |                |                |
| VfB Stuttgart   |                |                |                |                |
| 2. Bundesliga   | 1x             | 2016/17        |                |                |

1 Körber ·
2 Asta ·
5 Münz ·
6 Bansé ·
7 Srbeny ·
9 Futkeu ·
10 Hrgota  ·
11 Massimo ·
14 Consbruch ·
15 Quarshie ·
17 Gießelmann ·
18 Meyerhöfer ·
21 Çalhanoğlu ·
22 Motika ·
23 Jung ·
24 John ·
25 Loosli ·
27 Itter ·
28 Mause ·
30 Klaus ·
31 Grill ·
33 Dietz ·
34 Pfaffenrot ·
36 Müller ·
37 Green ·
42 Schulze ·
44 Noll ·
Coach: Siewert
1 Howard ·
2 Yedlin ·
3 Gonzalez ·
4 Bradley ·
5 Besler ·
6 Brooks ·
7 Beasley ·
8 Dempsey ·
9 Jóhannsson ·
10 Diskerud ·
11 Bedoya ·
12 Guzan ·
13 Jones ·
14 Davis ·
15 Beckerman ·
16 Green ·
17 Altidore ·
18 Wondolowski ·
19 Zusi ·
20 Cameron ·
21 Chandler ·
22 Rimando ·
23 Johnson ·
Coach: Klinsmann